# Maurice Evans (calciatore)
Maurice George Evans (Didcot, 22 settembre 1936 – Reading, 18 agosto 2000) è stato un allenatore di calcio e calciatore inglese, di ruolo centrocampista.

## Carriera

### Giocatore
Ha giocato dal 1952 al 1955 nelle giovanili del Reading, club in cui ha esordito in prima squadra all'età di 19 anni, nel 1955. Ha trascorso qui la sua intera carriera da professionista, tutta nella terza divisione inglese, categoria nella quale in 12 anni (dal 1955 al 1967) ha totalizzato 407 presenze e 13 reti.

### Allenatore
Ha iniziato ad allenare sulla panchina dei dilettanti dell'Andover, nella stagione 1967-1968, per poi diventare vice dello Shrewsbury Town (club di Fourth Division, la quarta divisione inglese), incarico ricoperto per quattro anni consecutivi, dal 1968 al 1972. Dal 1972 al 1974 è invece allenatore del club, con cui nella stagione 1973-1974 raggiunge anche la semifinale di Coppa del Galles.
Nell'estate del 1974 fa ritorno al Reading, nel frattempo retrocesso in Fourth Division, come vice: ricopre questo incarico per i successivi tre anni (i primi due in questa categoria ed il terzo, caratterizzato da una retrocessione, in Third Division); dall'estate del 1977 diventa invece allenatore a tutti gli effetti: nel suo primo anno la squadra arriva ottava in Fourth Division, campionato che invece vince nella stagione 1978-1979; tra il 1979 ed il 1982 con il Reading conquista nell'ordine un settimo, un decimo ed un dodicesimo posto nella terza divisione inglese, retrocedendo in quarta divisione in seguito al ventunesimo posto in classifica della stagione 1982-1983, immediatamente seguito da un terzo posto (e quindi da una nuova promozione) nella stagione 1983-1984, al termine della quale Evans lascia dopo undici anni (quattro da vice e sette da allenatore) il Reading, per diventare responsabile degli scout e del settore giovanile dell'Oxford Utd, club della seconda divisione inglese, che durante la stagione 1984-1985 ottiene la prima promozione della propria storia nella prima divisione inglese.
Nell'estate del 1985, in seguito alle dimissioni dell'allenatore Jim Smith, Evans viene nominato allenatore del club, con cui in campionato arriva diciottesimo in classifica (evitando di un punto la retrocessione), vincendo inoltre la Coppa di Lega inglese, primo trofeo maggiore della storia dell'Oxford United. Nel campionato 1986-1987 il club si salva ottenendo un nuovo diciottesimo posto in classifica, mentre nella stagione seguente Evans si dimette a campionato in corso, nel marzo del 1988, con la squadra che si trovava in zona retrocessione (e che poi effettivamente sarebbe retrocessa a fine anno).
Negli anni seguenti Evans continua a ricoprire vari incarichi dirigenziali per l'Oxford United, tornando inoltre brevemente ad allenare la squadra nel 1993, come allenatore ad interim.

## Palmarès

### Allenatore

#### Competizioni nazionali
- Coppa di Lega inglese: 1

Oxford United: 1985-1986
- Fourth Division: 1

Reading: 1978-1979